# سیمون پریلی
سیمون پریلی (انگلیسی: Simone Perilli؛ زادهٔ ۷ ژانویهٔ ۱۹۹۵) بازیکن فوتبال اهل ایتالیا است.
از باشگاه‌هایی که در آن بازی کرده‌است می‌توان به باشگاه فوتبال پروجا، باشگاه فوتبال آ.اس. رم، باشگاه فوتبال ارورا پرو پاتریا ۱۹۱۹، باشگاه فوتبال رجانا، و باشگاه فوتبال ساسولو اشاره کرد.
وی همچنین در تیم ملی فوتبال زیر ۱۶ سال ایتالیا بازی کرده‌است.